# Wolfgang Windgassen

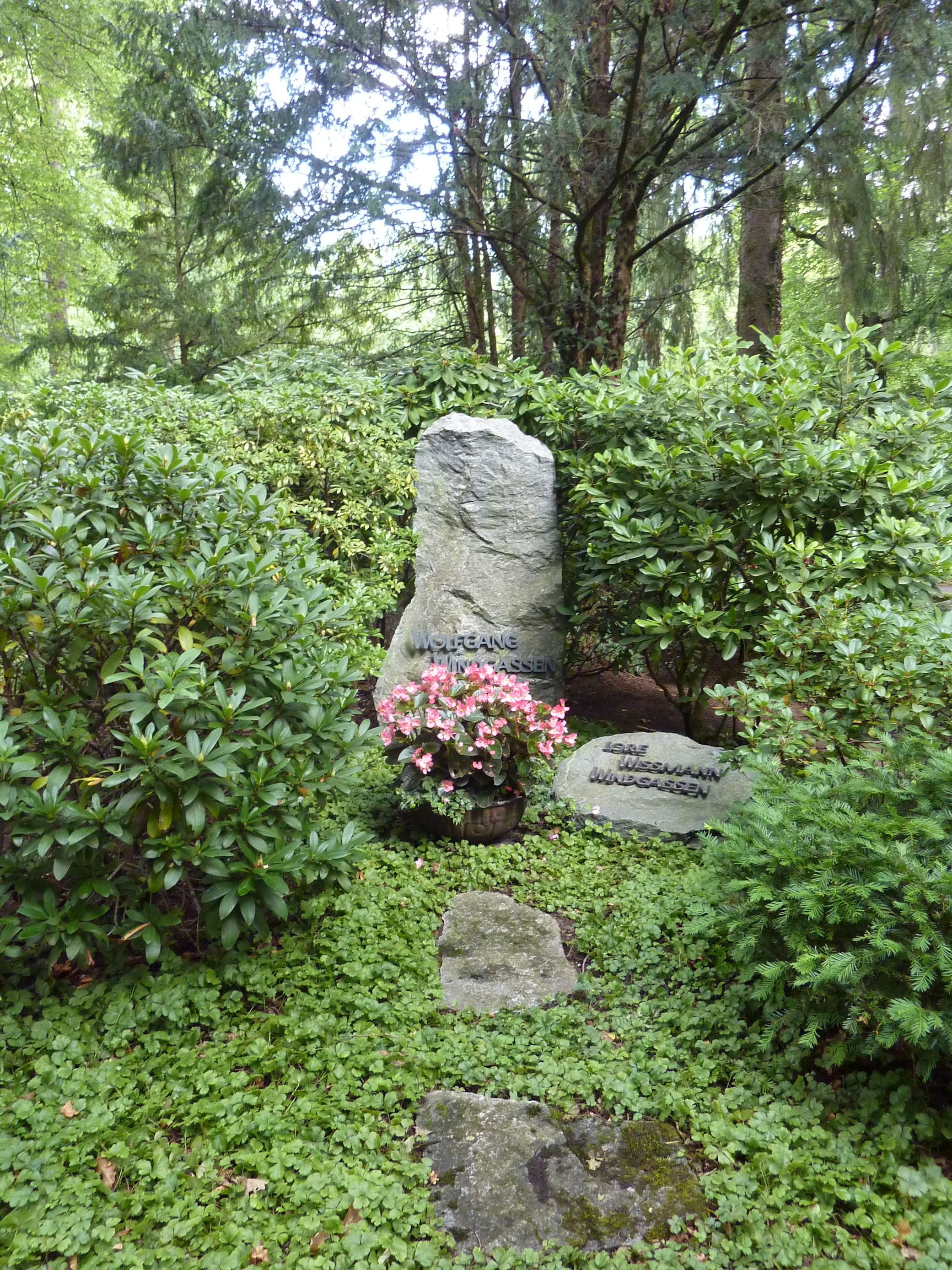
Grobowiec Wolfganga Windgassena i jego żony Lory

Wolfgang Windgassen (ur. 26 czerwca 1914, zm. 8 września 1974)  – niemiecki tenor o międzynarodowej sławie, wykonawca oper Richarda Wagnera.

## Życiorys
Uczył się śpiewu u swojego ojca, również tenora, Fritza Windgassena. Debiutował jako Pinkerton w Madame Butterfly Pucciniego w Pforzheim. Po odbyciu służby wojennej zaczął występować w operze w Stuttgarcie i wkrótce zastąpił swojego ojca na stanowisku głównego tenora. Opera w Stuttgarcie pozostała dla Windgassena punktem odniesienia przez całą karierę i w ciągu dwóch ostatnich lat swojego życia był jej dyrektorem artystycznym.
Windgassen śpiewał we wszystkich ważnych teatrach operowych na całym świecie. Został zaproszony na występy (jako Parsifal) na pierwszy powojenny Festiwal w Bayreuth w 1951 i występował w Bayreuth do 1970 we wszystkich wielkich tenorowych rolach wagnerowskich: jako Eryk, Tannhäuser, Lohengrin, Tristan, Walter, Loge, Parsifal, Zygmunt i Zygfryd (zarówno w Zygfrydzie, jak i w Zmierzchu bogów). Wieland Wagner, wnuk Ryszarda, wieloletni kierownik festiwalu i główny reżyser, mówił o Windgassenie Mein Held – „mój bohater”, co odnosiło się nie tylko do rodzaju głosu śpiewaka (Heldentenor) i granych przez niego postaci, ale też do jego wkładu w odbudowanie renomy festiwalu.
W repertuarze Windgassena znajdowały się nie tylko role wagnerowskie. We wczesnym etapie kariery śpiewał role liryczne – Tamina w Czarodziejskim flecie i Hoffmanna w Opowieściach Hoffmanna, a także postaci z oper włoskich (La Traviata, Bal maskowy, Rigoletto, Aida, Cyganeria, Tosca). Wśród jego późniejszych głównych ról znajdował się m.in. tytułowy bohater Otella Verdiego i Florestan z Fidelia, a nawet Książę Orlofsky z operetki Johanna Straussa Zemsta nietoperza (którego Windgassen zagrał w wersji telewizyjnej).
W 1972 odznaczony Krzyżem Wielkim Orderu Zasługi Republiki Federalnej Niemiec. Zmarł nagle w Stuttgarcie w wieku sześćdziesięciu lat, do końca występując na scenie.

## Nagrania
Pozostawił wiele nagrań, zarówno live, jak i studyjnych. Najbardziej znany jest oczywiście Pierścień Nibelunga wytwórni Decca, dyrygowany przez Georga Soltiego (Windgassen jako Zygfryd) oraz Pierścień... z Bayreuth 1967, live, pod batutą Karla Böhma (Windgassen jako Zygfryd i Loge). Wciąż wznawiane jest także nagranie live Tristana i Izoldy z Bayreuth 1966 z Birgit Nilsson jako Izoldą, również z Böhmem jako dyrygentem. Po trzecim akcie, bardzo wymagającym wobec tenora, Böhm powiedział do Windgassena, że tym nagraniem wystawił on pomnik przyszłym pokoleniom. Wieloletnia partnerka sceniczna Windgassena, Martha Mödl, stwierdziła wręcz, że on nie tyle gra czy śpiewa w swoich partiach, ale po prostu jest Tristanem, Zygfrydem czy Parsifalem!.
Wysoko cenione są również kompletne nagrania na żywo Pierścienia... z Bayreuth dyrygowane przez Hansa Knappertsbuscha, Clemensa Kraussa czy Josepha Keilbertha, w których Windgassen śpiewał Zygfryda, a także Parsifal Knappertsbuscha z 1951 z Windgassenem w roli tytułowej. Tenor wystąpił też jako Zygmunt i Loge w Pierścieniu... Wilhelma Furtwänglera, wyemitowanym przez włoskie radio RAI w 1953, a później wydanym na CD, a także jako Florestan w nagranym przez studio EMI Fideliu prowadzonym przez Furtwänglera.

## Wideo
Można go zobaczyć na filmie w zarejestrowanym na gościnnych występach ekipy z Bayreuth (Birgit Nilsson, Hans Hotter) Tristanie z Osaki, w śpiewanym po niemiecku Otellu, we wspomnianej wyżej Zemście nietoperza, a także we fragmentach materiałów z koncertów, prób teatralnych czy telewizji.